# Syndrome de Stewart-Treves
Le syndrome de Stewart-Treves est défini comme un « lymphangiosarcome survenant sur lymphœdème chronique après mammectomie pour cancer du sein ». Il s'agit d'une complication gravissime du traitement du cancer du sein.